# ユニコーン企業 (ファイナンス)
ユニコーン企業（ユニコーンきぎょう）は、評価額が10億ドル以上の未上場のスタートアップ企業。

## 解説
「評価額10億ドル以上」「未上場」「テクノロジー企業」の3条件を満たす企業を指す。上場を果たすなどして、この3条件から外れればユニコーン企業ではなくなる。誕生するユニコーン企業と退場するユニコーン企業によって、その総数は絶えず増減し変動している。
この言葉は、ベンチャーキャピタリストのアイリーン・リーが2013年に発案したもので、成功したベンチャー企業の統計上の希少性を表すために、神話的な幻獣のユニコーンを選んだ。
ユニコーン企業の上位クラスには、デカコーン企業とヘクトコーン企業があり、デカコーン企業は100億ドル以上のユニコーン企業に使用され、ヘクトコーン企業は1000億ドル以上のユニコーン企業に使用される。
米調査会社CB Insightsによると、2022年7月現在、世界に1192社のユニコーン企業が存在する。
中国の民間シンクタンク胡潤研究院が発表した「2022年グローバルユニコーン企業リスト」によると、2022年8月30日現在、世界のユニコーン企業数は1,312社に達している。
日本経済新聞社の「NEXTユニコーン調査(2021)」によると、日本のユニコーン企業は、2021年12月2日現在、Preferred Networks、TBM、SmartNews、SmartHR、Spiberの5社となっている。

## 歴史
2013年にアイリーン・リーが「ユニコーン企業」という言葉を作った時、ユニコーン企業とみなされたのは39社だけであった。ハーバード・ビジネス・レビューによる別の調査では、2012年から2015年の間に設立された新興企業が、2000年から2013年に設立された新興企業の2倍の速さで評価されていることが判明した。

## 動向

### 共有経済
共有経済は、「共同消費」または「オンデマンド経済」とも呼ばれ、個人の資源を共有するという概念に基づいている。資源を共有するこの傾向は、世界で最も価値の高い新規企業になる上位5大ユニコーン企業のうちの3つに見える。

### 電子商取引
電子商取引とオンライン市場の革新は、徐々に店舗ブランドの物理的な場所の需要を引き継いでいる。これの代表例は、米国内のモールの減少を含む。米国内のモールの売上高は、2005年の874億6000万ドルから2015年には606億5,000万ドルに減少した。アマゾンやアリババのような電子商取引企業は、消費財を購入するための物理的な場所の必要性を減少させた。多くの大企業はこの傾向をしばらく見ており、電子商取引の傾向に適応しようとしている。ウォルマートは最近、米国の電子商取引会社であるJet.comを33億ドルで買収し、消費者の好みに合わせようとした。

### 革新的なビジネスモデル
共有経済を支援するために、ユニコーン企業と成功した新規企業は、「ネットワークオーケストレーター」として定義されたビジネスモデルを構築した。このビジネスモデルでは、相互作用と共有を通じて価値を創造する同輩のネットワークオーケストレーターがある。ネットワークオーケストレーターは、製品/サービスを販売し、共同作業し、レビューを共有し、ビジネスを通じて関係を構築することができる。ネットワークオーケストレーターの例には、すべての共有経済企業 (Uber、Airbnb)、消費者が情報（トリップ、Yelp）、ピアツーピアまたはビジネス対人販売プラットフォーム（すなわちAmazon、Alibaba）を共有できる会社が含まれる。

## データ

### 2018年8月現在のデータ
- ユニコーン企業数：260
- ユニコーン企業の合計評価額：840億ドル

## 上位5位のユニコーン企業
2020年11月現在、最も貴重な上位5大ユニコーン企業のうち3つが中国にある。他の2つはアメリカにある。
1. 中国 アントグループ
2. 中国 ByteDance
3. 中国 滴滴出行
4. アメリカ合衆国 スペースX
5. アメリカ合衆国 ストライプ

## 世界のユニコーン企業数
アメリカのCBインサイツによると、2021年12月末現在で、世界のユニコーン企業数は以下の通りとなっている。
| 順位 | 国籍           | 企業数 |
| ---- | -------------- | ------ |
| 1位  | アメリカ合衆国 | 488    |
| 2位  | 中華人民共和国 | 170    |
| 3位  | インド         | 55     |
| 4位  | ドイツ         | 25     |
| 5位  | イスラエル     | 21     |
| 6位  | フランス       | 20     |
| 7位  | カナダ         | 16     |
| 8位  | ブラジル       | 15     |
| 9位  | シンガポール   | 12     |
| 10位 | 韓国           | 11     |
| 11位 | 日本           | 6      |